# Bruno Vides
Bruno Leonel Vides (Salta, 20 febbraio 1993) è un calciatore argentino, attaccante del Cumbayá.

## Caratteristiche tecniche
Gioca come prima punta.

## Carriera

### Club
Cresciuto nelle giovanili del Lanús, fa il debutto in prima squadra il 6 maggio 2011 sostituendo al 81' Silvio Romero in occasione della sfida vinta 1-0 contro il Godoy Cruz.

## Palmarès
- Coppa Sudamericana: 1

Lanús: 2013